# Прегарє
Прегарє (словен. Pregarje) — поселення в общині Ілірська Бистриця, Регіон Нотрансько-крашка, Словенія. Висота над рівнем моря: 707,8 м.